# .hr
.hr är Kroatiens toppdomän och administreras av den kroatiska institutionen CARNet (akronym för institutionens engelska namn Croatian Academic and Research Network, på kroatiska Hrvatska akademska i istraživačka mreža). Domänen introducerades år 1993. Alla juridiska och fysiska personer liksom juridiska personer som är verksamma i Kroatien kan registrera domänen. Den 20 september 2015 fanns det 90 153 registrerade .hr-domäner. Bokstavskombinationen 'hr' kommer från det kroatiska namnet för Kroatien, Hrvatska. 